# Iris DeBrito
Iris DeBrito (Rio de Janeiro, 15 aprile 1945) è un ex calciatore brasiliano.

## Carriera
Cresciuto nel Santos, nel 1967 viene ingaggiato dai New York Generals, militanti nella neonata NPSL. Nel corso della stagione passa ai Chicago Spurs, con cui ottiene il terzo posto della Western Division, non qualificandosi per la finale della competizione.
La stagione seguente, la prima della lega nordamericana NASL, la inizia in forza al Kansas City Spurs, nati dal trasferimento della franchigia da a Kansas City, per poi trasferirsi al Toronto Falcons con cui chiude la stagione al terzo posto della Lakes Division.
Nel 1969 torna in patria per giocare nel Tupi. Nel 1971 è di nuovo negli Stati Uniti d'America, dapprima agli Atlanta Chiefs e poi al Rochester Lancers, con cui raggiunge le semifinali della North American Soccer League 1971, risultato ottenuto anche l'anno dopo. Con i Lancers partecipa alla CONCACAF Champions' Cup 1971, unica franchigia della NASL a partecipare alla massima competizione nordamericana per club: chiuse la coppa al quarto posto della fase finale del torneo.
Nel 1973 torna ancora in patria per giocare nel Fortaleza, con cui vince due campionati cearensi.
Nel 1974 torna negli Stati Uniti, ingaggiato dai Los Angeles Aztecs che lo rivendono prima dell'inizio della stagione ai Denver Dynamos. 
Con i Dynamos chiude la North American Soccer League 1974 al terzo ed ultimo posto della Central Division.
Nel 1976 è in forza ai Chicago Cats, militanti nella American Soccer League. Con i Cats ottiene il quarto posto della East Division nella ASL 1976.

## Palmarès
- Campionato Cearense: 2

Fortaleza: 1973, 1974